# Walther Bothe
Walther Bothe (Oranienburg, 8 de janeiro de 1891 — Heidelberg, 8 de fevereiro de 1957) foi um físico nuclear alemão que dividiu o Prêmio Nobel de Física em 1954 com Max Born.

## Carreira
Em 1913, ingressou no recém-criado Laboratório de Radioatividade do Instituto Técnico e Físico do Reich (PTR), onde permaneceu até 1930, sendo os últimos anos como diretor do laboratório. Ele serviu no exército durante a Primeira Guerra Mundial em 1914, e foi prisioneiro de guerra dos russos, retornando à Alemanha em 1920. Ao retornar ao laboratório, desenvolveu e aplicou métodos de coincidência ao estudo de reações nucleares, o Efeito Compton, raios cósmicos e a dualidade onda-partícula da radiação, pelos quais ele receberia o Prêmio Nobel de Física em 1954.
Em 1930, ele se tornou professor titular e diretor do departamento de física da Universidade de Giessen. Em 1932, ele se tornou diretor do Instituto de Física e Radiológica da Universidade de Heidelberg. Ele foi expulso dessa posição por elementos do movimento alemão Physik. Para impedir sua emigração da Alemanha, ele foi nomeado diretor do Instituto de Física do Instituto Kaiser Wilhelm de Pesquisa Médica (KWImF) em Heidelberg. Lá, ele construiu o primeiro ciclotron operacional na Alemanha. Além disso, ele se tornou diretor do projeto de energia nuclear alemão, também conhecido como Clube do Urânio, que foi iniciado em 1939 sob a supervisão do Gabinete de Artilharia do Exército.
Em 1946, além de sua diretoria do Instituto de Física do KWImf, ele foi reintegrado como professor da Universidade de Heidelberg. De 1956 a 1957, foi membro do Grupo de Trabalho de Física Nuclear na Alemanha.
No ano após a morte de Bothe, seu Instituto de Física no KWImF foi elevado ao status de um novo instituto da Sociedade Max Planck e então se tornou o Instituto Max Planck de Física Nuclear. Seu prédio principal foi mais tarde denominado laboratório Bothe.

## Relatórios internos
Os relatórios a seguir foram publicados em Kernphysikalische Forschungsberichte (Relatórios de Pesquisa em Física Nuclear), uma publicação interna do Uranverein alemão. Os relatórios foram classificados como Ultrassecretos, tiveram distribuição muito limitada e os autores não foram autorizados a manter cópias. Os relatórios foram confiscados durante a Operação Aliada Alsos e enviados à Comissão de Energia Atômica dos Estados Unidos para avaliação. Em 1971, os relatórios foram desclassificados e devolvidos à Alemanha. Os relatórios estão disponíveis no Karlsruhe Nuclear Research Center e no American Institute of Physics. 
- Walther Bothe Die Diffusionsläge für thermische Neutronen em Kohle G12 (7 de junho de 1940)
- Walther Bothe Die Abmessungen endlicher Uranmaschinen G-13 (28 de junho de 1940)
- Walther Bothe Die Abmessungen von Maschinen mit rücksteuendem Mantel G-14 (17 de julho de 1941)
- Walther Bothe e Wolfgang Gentner Die Energie der Spaltungsneutronen aus Uran G-17 (9 de maio de 1940)
- Walther Bothe Einige Eigenschaften des U und der Bremsstoffe. Zusammenfassender Bericht über die Arbeiten G-66 (28 de março de 1941)
- Walther Bothe e Arnold Flammersfeld Die Wirkungsquerschnitte von 38  für thermische Neutronen aus Diffusionsmessungen G-67 (20 de janeiro de 1941)
- Walther Bothe e Arnold Flammersfeld Resonanzeinfang an einer Uranoberfläche G-68 (8 de março de 1940)
- Walther Bothe e Arnold Flammersfeld Messungen an einem Gemisch von 38-Oxyd und –Wasser; der Vermehrungsfakto K unde der Resonanzeinfang w. G-69 (26 de maio de 1941)
- Walther Bothe e Arnold Flammersfeld Die Neutronenvermehrung bei schnellen und langsamen Neutronen em 38 und die Diffusionslänge em 38 Metall und Wasser G-70 (11 de julho de 1941)
- Walther Bothe e Peter Jensen Die Absorption Thermischer Neutronen em Elektrographit G-71 (20 de janeiro de 1941)
- Walther Bothe e Peter Jensen Resonanzeinfang an einer Uranoberfläche G-72 (12 de maio de 1941)
- Walther Bothe e Arnold Flammersfeld Versuche mit einer Schichtenanordnung von Wasser und Präp 38 G-74 (28 de abril de 1941)
- Walther Bothe e Erwin Fünfer Termischer de absorção Neutronen und die Vermehrung schneller Neutronen em Berílio G-81 (10 de outubro de 1941)
- Walther Bothe Maschinen mit Ausnutzung der Spaltung durch schnelle Neutronen G-128 (7 de dezembro de 1941)
- Walther Bothe Über Stahlenschutzwäne G-204 (29 de junho de 1943)
- Walther Bothe Die Forschungsmittel der Kernphysik G-205 (5 de maio de 1943)
- Walther Bothe e Erwin Fünfer Schichtenversuche mit Variation der U- und D 2 O-Dicken G-206 (6 de dezembro de 1943)
- Fritz Bopp, Walther Bothe, Erich Fischer, Erwin Fünfer, Werner Heisenberg, O. Ritter e Karl Wirtz Bericht über einen Versuch mit 1,5 a D 2 O und U und 40 cm Kohlerückstreumantel (B7) G-300 (3 de janeiro de 1945)

## Literatura selecionada por Bothe
- Walther Bothe and Hans Geiger Ein Weg zur experimentellen Nachprüfung der Theorie von Bohr, Kramers und Slater, Z. Phys. Volume 26, Number 1, 44 (1924)
- Walther Bothe Theoretische Betrachtungen über den Photoeffekt, Z. Phys. Volume 26, Number 1, 74–84 (1924)
- Walther Bothe and Hans Geiger Experimentelles zur Theorie von Bohr, Kramers und Slater, Die Naturwissenschaften Volume 13, 440–441 (1925)
- Walther Bothe and Hans Geiger Über das Wesen des Comptoneffekts: ein experimenteller Beitrag zur Theories der Strahlung, Z. Phys. Volume 32, Number 9, 639–663 (1925)
- W. Bothe and W. Gentner Herstellung neuer Isotope durch Kernphotoeffekt, Die Naturwissenschaften Volume 25, Issue 8, 126–126 (1937). Received 9 February 1937. Institutional affiliation: Institut für Physik at the Kaiser-Wilhelm Institut für medizinische Forschung.
- Walther Bothe The Coincidence Method, The Nobel Prize in Physics 1954, Nobelprize.org (1954)

## Livros de Bothe
- Walther Bothe Der Physiker und sein Werkzeug (Gruyter, 1944)
- Walther Bothe and Siegfried Flügge Kernphysik und kosmische Strahlen. T. 1 (Dieterich, 1948)
- Walther Bothe Der Streufehler bei der Ausmessung von Nebelkammerbahnen im Magnetfeld (Springer, 1948)
- Walther Bothe and Siegfried Flügge (editores) Nuclear Physics and Cosmic Rays FIAT Review of German Science 1939–1945, Volumes 13 e 14 (Klemm, 1948)[6]
- Walther Bothe Theorie des Doppellinsen-b-Spektrometers (Springer, 1950)
- Walther Bothe Die Streuung von Elektronen in schrägen Folien (Springer, 1952)
- Walther Bothe and Siegfried Flügge Kernphysik und kosmische Strahlen. T. 2 (Dieterich, 1953)
- Karl H. Bauer and Walther Bothe Vom Atom zum Weltsystem (Kröner, 1954)